# 地平線のかなたへ
『地平線のかなたへ』（ちへいせんのかなたへ）は、谷川俊太郎の作詩、木下牧子の作曲による合唱曲集である。混声合唱版が1992年、女声合唱版が1996年、男声合唱版が2006年に出版されている。

## 概説
5曲の共通項は、中学生・高校生が歌うのにふさわしい、希望に満ちた内容である。木下は本作について、次のように述べている。
「中高生を意識して書いたはじめての曲集です。年齢的に、それほど豊かな響きは期待できないので、動きの速いものを。それから詩も、自分好みのブラックなものはきらわれるだろうから、なるべく人生に夢や希望を持たせるようなものを。ヒューマンな感じが出たのはここからですね。（中略）私の優しい一面が出たということにしておいてください」
混声版は過去に音楽之友社の音楽雑誌『教育音楽』で発表された混声三部合唱版を混声四部に改訂して収録した（「ネロ」のみ当初から混声四部）。全曲の初演は法政大学アカデミー合唱団第31回定期演奏会にて、関屋晋の指揮、久邇之宜のピアノで行われた。女声版は混声版を新たに編曲し直して収録している。男声版の出版は全曲初演から2年半、混声版の出版から14年経過しているが、「サッカーによせて」については男声版が原曲であり、混声版よりも先の1988年に初演されている。
曲集のタイトルは、「春に」の中の「地平線のかなたへと歩きつづけたい」という一節からとられている。

## 曲目
「春に」「サッカーによせて」「二十億光年の孤独」「卒業式」「ネロ-愛された小さな犬に」の全5曲からなる。

### 春に
変ロ長調。『教育音楽』1989年5月号に混声三部版が発表され、好評を博す。後に混声四部版に編曲された版も『教育音楽』1992年2月号に掲載された。混声三部版は1998年に改訂されている。
「メロディは全部アウフタクトで始まるし、フレーズは長いし、ハーモニーも厚いし。クラス合唱で取り上げようと思ったら大変な曲」と木下は述べるが、中学校・高等学校を中心に、小学校からママさんコーラス、一般合唱団まで幅広い世代の合唱団で歌われており、知名度は非常に高い。木下も『教育音楽』での発表後に「じわじわ曲が広まってゆくのが作曲者にもわかりました」と述べている。NHK全国学校音楽コンクールや全日本合唱コンクールなどのコンクールでも自由曲に選ぶ合唱団が多い。なお、ピアノ伴奏による形態以外に吹奏楽伴奏版もある。
元は谷川の詩集『どきん』に収録されていた詩の一篇であり、こちらも中学校の国語の教科書に収録されるなど、有名なものである。「詩もそれまで自分の好みを最優先して選んでましたが、このとき初めて、歌う人たちにとって感情移入しやすい詩を選びました」。構成上のバランスを取るため歌詞の一部を原詩から変更している。
木下は「最初に混声3部編成で書いたことが大きい」と、この曲が広く親しまれる理由を解釈している。『教育音楽』編集部から「中学生のための混声3部作品を」との要求とともに「教育現場のガイドライン」が木下のもとに送られ、その中の「最高音はF」という箇所に目を留めたことから、木下の作品として最高音がかなり低めのFとなっている。

### サッカーによせて
ハ長調。詩は『どきん』に所収。委嘱ではなく木下が自らの楽しみのために書いたという珍しいケース。1988年、男声合唱団「甍」第27回演奏会のアンコールピースとして、指揮＝関屋晋、ピアノは木下が自ら弾いて、男声版がまず世に出た。その後混声三部、混声四部版が『教育音楽』に掲載され、男声版は木下の男声合唱曲集『恋のない日』（作詩:堀口大學、1994年）の付録の形でまず出版された。また無伴奏版が『木下牧子アカペラコーラスセレクション』に所収されている。

### 二十億光年の孤独
詩は谷川の処女詩集『二十億光年の孤独』に所収の同名の詩。『教育音楽』1992年4月号に混声三部版を発表。転調が頻繁におこなわれ、スピード感あふれる現代的な作品。

### 卒業式
ハ長調。詩は『どきん』に所収。『教育音楽』1991年4月号に混声三部版を発表。

### ネロ-愛された小さな犬に
詩は『二十億光年の孤独』に所収。広島県立賀茂高等学校の委嘱により、1989年の同校のコンクール自由曲として初演。『教育音楽』1990年2月号に改訂版が掲載され、さらに曲集の成立にあたってさらに改訂される。音楽的には最も大人向けの作品で、速度設定や詩の内容に伴って変化する音楽の表情を、的確に歌い分けることが要求される。

## 楽譜
すべて音楽之友社より出版されている。
- 混声版 ISBN 9784276543959
- 女声版 ISBN 9784276553729
- 男声版 ISBN 9784276978621